# Tuol Pongro (gmina)
Tuol Pongro (khm. ឃុំទួលពង្រ) – gmina (khum) w północno-zachodniej Kambodży, w południowo-zachodniej części prowincji Bântéay Méanchey, w dystrykcie Mălai. Stanowi jedną z 6 gmin dystryktu.

## Miejscowości
Na obszarze gminy położonych jest 6 miejscowości:
- Kos Snoul
- Khla Ngeab
- Toul Pongro
- Bantey Timouy
- Sante Pheap Ou Ampil
- Reaksmei Meanchey